# Nyctimene sanctacrucis
Nyctimene sanctacrucis es una especie de murciélago de la familia de los megaquirópteros. Es originario de las Islas Santa Cruz, cerca del límite oriental del ámbito de distribución de los megaquirópteros de nariz tubular. Tiene los orificios nasales semejantes a tubos y una envergadura alar de aproximadamente 40 centímetros. 
La última observación de esta especie fue en la isla de Nendö en 1907. El único espécimen fue una hembra donada al Museo Australiano de Sídney en 1892. Aunque posiblemente se extinguió a causa de la desforestación, la UICN considera que no hay datos suficientes para considerarlo extinguido con certeza. 